# Sū Kāchā
Sū Kāchā (persiska: سو کاچا) är en ort i Iran.   Den ligger i provinsen Gilan, i den nordvästra delen av landet, 220 km nordväst om huvudstaden Teheran. Sū Kāchā ligger 33 meter över havet och antalet invånare är 401.
Terrängen runt Sū Kāchā är huvudsakligen platt, men västerut är den kuperad. Runt Sū Kāchā är det ganska tätbefolkat, med 199 invånare per kvadratkilometer. Närmaste större samhälle är Rasht, 16,1 km nordväst om Sū Kāchā. Trakten runt Sū Kāchā består till största delen av jordbruksmark.